# Haruna Asamiová
Haruna Asami (japonsky 浅見 八瑠奈), (* 12. dubna 1988 v Ijo, Japonsko) je japonská zápasnice — judistka.

## Sportovní kariéra
S judem začala v útlém dětství po vzoru svého otce Mikia. V japonské seniorské reprezentaci se pohybuje od svých 18 let. V roce 2012 se kvalifikovala na olympijské hry v Londýně, ale v nominaci dostala přednost její velká rivalka Tomoko Fukumiová.

### Vítězství
- 2009 - 3x světový pohár (Sofia, Vídeň, Tunis)
- 2010 - 2x světový pohár (Budapešť, Ulánbátar), turnaj mistrů (Suwon)
- 2011 - 3x světový pohár (Paříž, Rio de Janeiro, Kano Cup), turnaj mistrů (Baku)
- 2012 - 1x světový pohár (Kano Cup)
- 2013 - 1x světový pohár (Paříž)

## Výsledky
| Turnaj            | 2010            | 2011            | 2012            | 2013            | 2014            | 2015            |
| Turnaj            | 22              | 23              | 24              | 25              | 26              | 27              |
| Turnaj            | superlehká váha | superlehká váha | superlehká váha | superlehká váha | superlehká váha | superlehká váha |
| ----------------- | --------------- | --------------- | --------------- | --------------- | --------------- | --------------- |
| Mistrovství světa | 1.              | 1.              |                 | 2.              | —               | 2.              |
| Mistrovství Asie  |                 | —               | —               | —               |                 | 1.              |